# Vladimer Guegueshidze
Vladimer Guegueshidze –en georgiano: ვლადიმერ გეგეშიძე– (Tiflis, 10 de febrero de 1987) es un deportista georgiano que compite en lucha grecorromana. Ganó una medalla de plata en el Campeonato Europeo de Lucha de 2013, en la categoría de 84 kg.
Participó en los Juegos Olímpicos de Londres 2012, ocupando el quinto lugar en la categoría de 84 kg.

## Palmarés internacional
| Campeonato Europeo | Campeonato Europeo | Campeonato Europeo | Campeonato Europeo |
| Año                | Lugar              | Medalla            | Categoría          |
| ------------------ | ------------------ | ------------------ | ------------------ |
| 2013               | Tiflis (Georgia)   | Medalla de plata   | 84 kg              |